# 似赤鰭棘鱗魚
似赤鰭棘鱗魚為輻鰭魚綱金眼鯛目金鱗魚亞目金鱗魚科的其中一種，分布於印度太平洋區，從東非至社會群島，北從琉球群島，南至萬那杜海域，棲息深度15-36公尺，體長可達17公分，棲息在外礁斜坡比較深的水域，夜行性，以甲殼類為食，脊柱前鰓蓋骨有毒。

## 擴展閱讀
維基物種上的相關：似赤鰭棘鱗魚